# Qāderābād
Qāderābād (persiska: قادر آباد) är en ort i Iran.   Den ligger i provinsen Fars, i den centrala delen av landet, 600 km söder om huvudstaden Teheran. Qāderābād ligger 1 907 meter över havet och antalet invånare är 14 095.
Terrängen runt Qāderābād är kuperad norrut, men söderut är den platt. Qāderābād ligger nere i en dal.Runt Qāderābād är det ganska tätbefolkat, med 60 invånare per kvadratkilometer. Det finns inga andra samhällen i närheten. Trakten runt Qāderābād består till största delen av jordbruksmark.